# Kvarntorper Halde

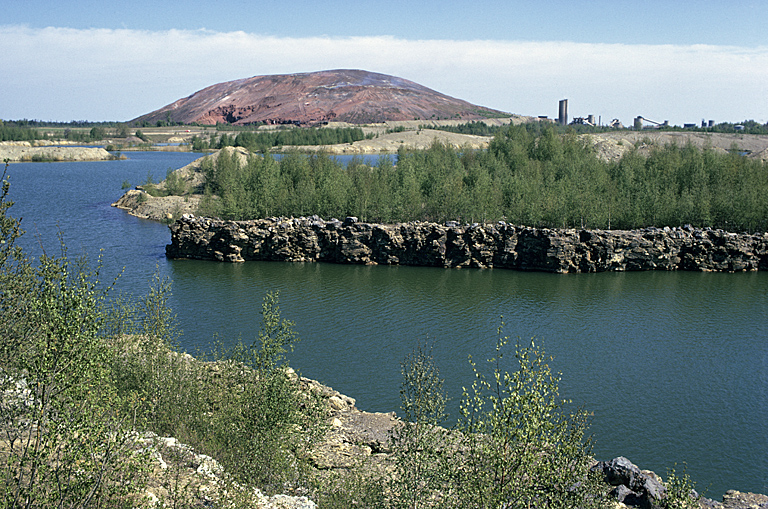
Die Kvarntorper Halde in den 1970er-Jahren

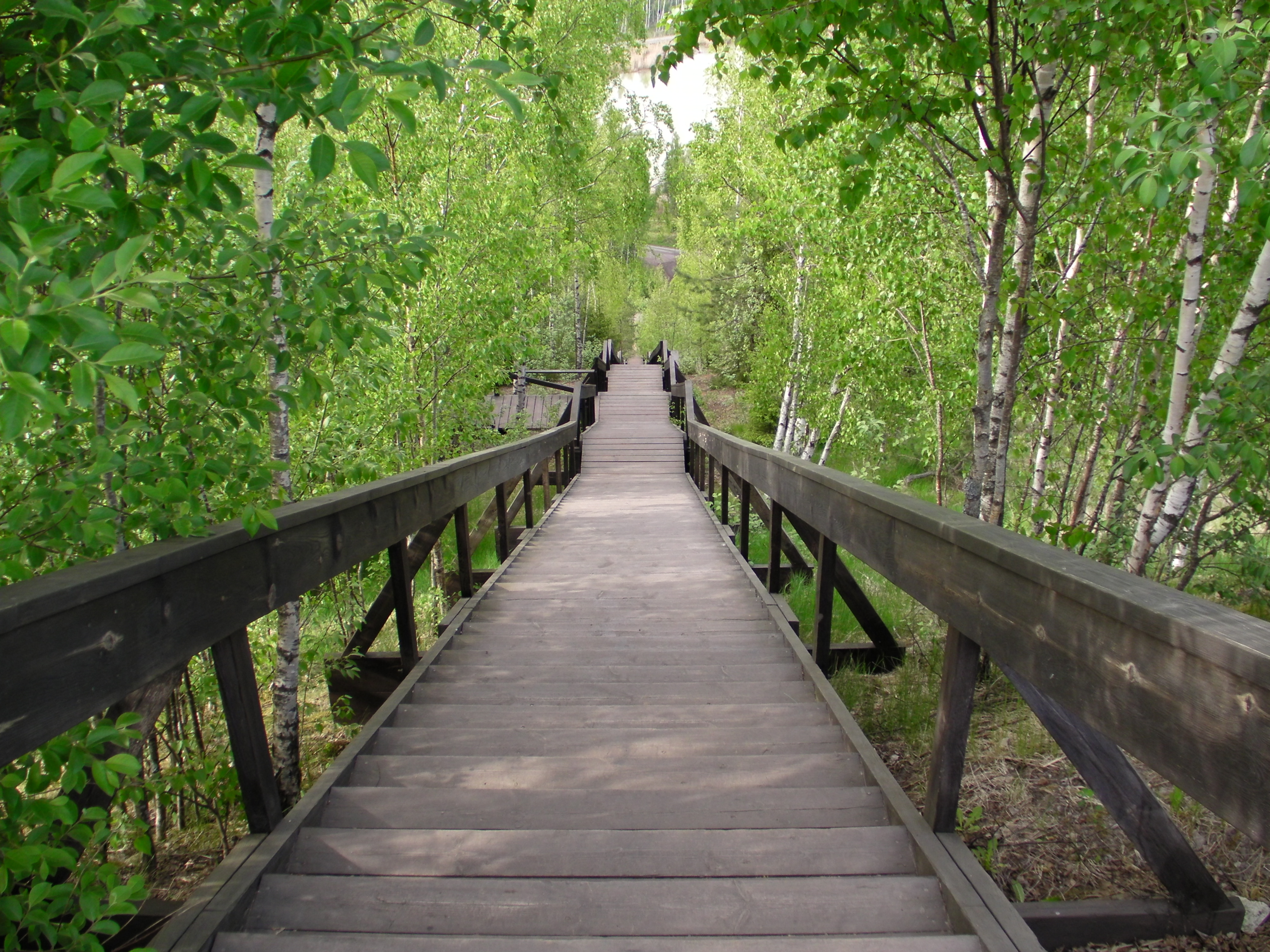
Die Treppe

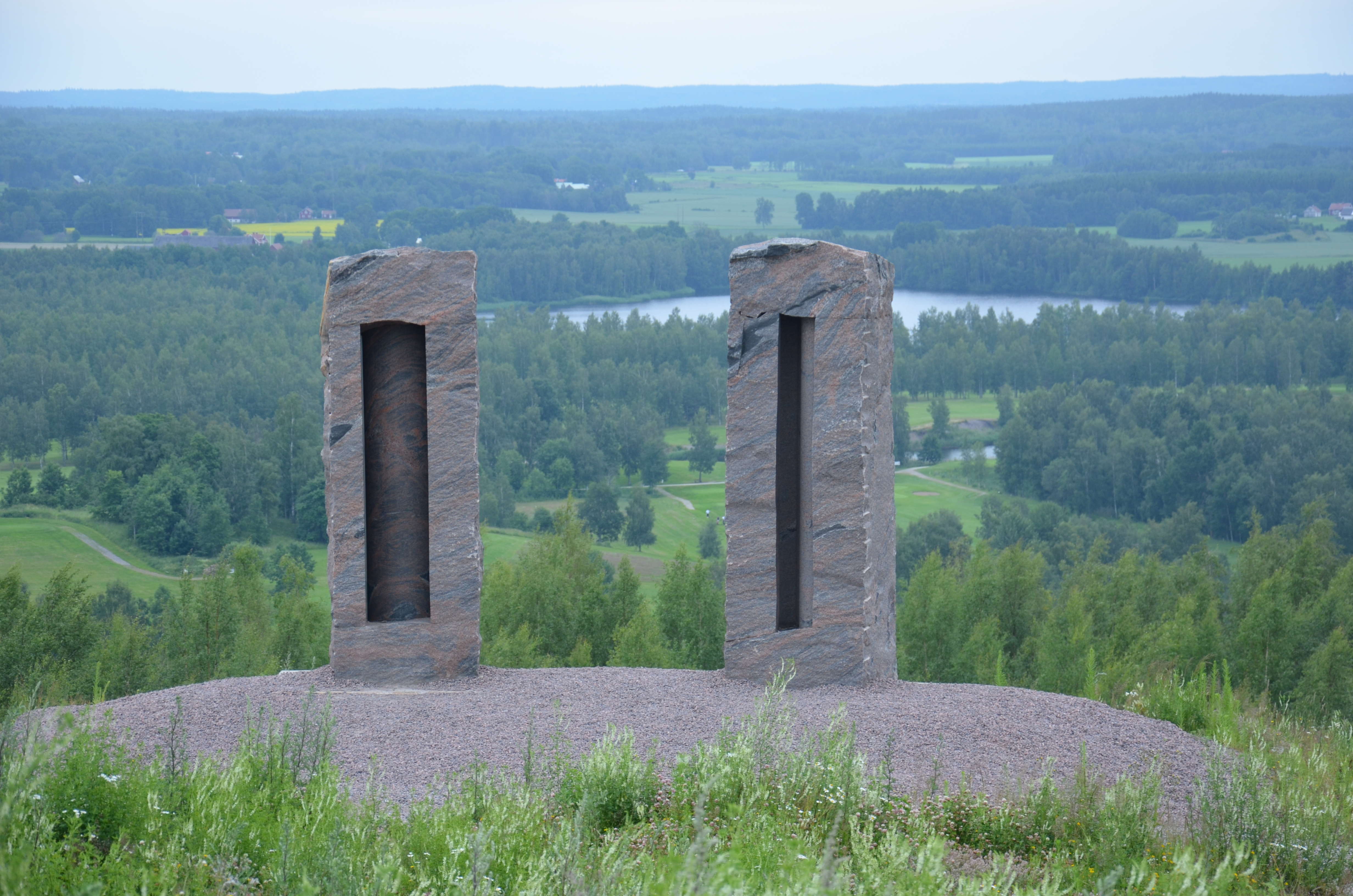
Ljusrum (Lichtraum) I und II von Pål Svensson, Teil der Kunstausstellung auf der Kvarntorper Halde

Die Kvarntorper Halde (schwedisch Kvarntorpshögen) ist eine begehbare Bergehalde aus Asche aus der Schieferölgewinnung im 20. Jahrhundert. Die Halde in der Gemeinde Kumla in Närke in Schweden beherbergt eine Kunstausstellung und wird für Sport genutzt.

## Geschichte
In der Umgebung wurde seit 1941 Alaunschiefer zur Gewinnung von Erdöl abgebaut. Der Schiefer wurde zerkleinert und erhitzt. Aus dem ausgetretenen Gas wurden Öl, Schwefel und Benzin kondensiert. Die noch warmen Restprodukte wurden mit einer Materialseilbahn auf die Halde befördert. Nach dem Ende des Zweiten Weltkriegs wurde die Gewinnung, die Luft und Wasser stark verschmutzte, unprofitabel. Erst 1966 wurden die Werke endgültig geschlossen. Im Jahr 1982 übernahm die Gemeinde Kumla das Gebiet.

## Die Halde heute
Das Schüttgut enthält brennbare Substanzen. Die Temperatur in der Halde ist immer noch sehr hoch und wegen Schwelbränden sind Teile der Halde für Besucher gesperrt.
Die Halde ist etwa 110 Meter hoch. Eine Treppe und eine Straße führen hinauf. Auf der Halde gibt es eine Kunstausstellung (Konst på Hög / Art at the top) mit 30 Werken, unter anderem von Lars Vilks und Pål Svensson. Im Sommer betreibt die Gemeinde ein Café und im Winter gibt es einen Skilift.

## Kommunikationen und Umgebung
Die Halde liegt 20 Kilometer südlich von Örebro und ist mit Auto oder Bus (Kumla Gasolvägen) erreichbar. Neben der Halde liegt eine Arbeitersiedlung. Die umgebenden Seen sind durch den Schieferabbau entstanden.